# Volta Redonda
Volta Redonda város Brazíliában, Rio de Janeiro államban. Lakosainak száma 261 563 fő (2022). Volta Redonda Rio Claro, Rio de Janeiro, Barra do Piraí, Barra Mansa, Pinheiral és Piraí községekkel határos.

## Népesség
A település népességének változása:
| Lakosok száma | 242 063 | 257 803 | 262 970 | 271 998 | 273 988 | 274 925 | 261 563 |
|               | 2000    | 2010    | 2015    | 2018    | 2020    | 2021    | 2022    |